# Poloma
Poloma este o comună slovacă, aflată în districtul Sabinov din regiunea Prešov. Localitatea se află la altitudinea de 582 m deasupra n.m., se întinde pe o suprafață de 8,79 km2 și în 2017 număra 955 de locuitori.

## Istoric
Localitatea Poloma este atestată documentar din 1330.

## Demografie
| An:                | 1994 | 2004   | 2014   | 2024 |
| ------------------ | ---- | ------ | ------ | ---- |
| Număr de persoane: | 906  | 965    | 944    | 944  |
| Diferență:         |      | +6,51% | −2,17% | +0%  |

| An:                | 2023 | 2024   |
| ------------------ | ---- | ------ |
| Număr de persoane: | 936  | 944    |
| Diferență:         |      | +0,85% |